# Psammotis
Psammotis is een geslacht van vlinders uit de familie van de grasmotten (Crambidae). De wetenschappelijke naam van dit geslacht is voor het eerst voorgesteld door Jacob Hübner in een publicatie uit 1825.
De typesoort van het geslacht is Pyralis pulveralis Hübner, 1796

## Soorten
- P. decaryalis (Viette, 1954)
- P. haematidea (Hampson, 1913)
- P. orientalis Munroe & Mutuura, 1968
- P. pulveralis Hübner, 1796 - Wolfspootlichtmot
- P. roseus Maes, 2005
- P. rubrilinearis Seizmair,, 2023
- P. rubrivena (Warren, 1892)
- P. turkestanica Munroe & Mutuura, 1968
- P. viminalis Scopoli, 1763